# Чемпионат мира по конькобежному спорту на отдельных дистанциях 2021 — командная гонка (женщины)
Соревнования в командной гонке среди женщин на чемпионате мира по конькобежному спорту на отдельных дистанциях 2021 года прошли 12 февраля на катке «Тиалф», Херенвен, Нидерланды.

## Результаты
| Место | Пара | Страна                                                            | Время    | Отставание |
| ----- | ---- | ----------------------------------------------------------------- | -------- | ---------- |
| 1     | 4    | Нидерланды · Ирен Вюст · Антуанетта де Йонг · Ирен Схаутен        | 2:55.795 |            |
| 2     | 4    | Канада · Валери Мальте · Ивани Блонден · Изабель Вайдеман         | 2:55.973 | +0.17      |
| 3     | 3    | Команда СКР Евгения Лаленкова Елизавета Голубева Наталья Воронина | 2:59.358 | +3.56      |
| 4     | 3    | Норвегия · Рагне Виклунд · Ида Ньотун · Марит Фйеллангер Бём      | 2:59.631 | +3.83      |
| 5     | 1    | Польша · Наталия Червонка · Каролина Босек · Магдалена Чыщонь     | 3:00.672 | +4.96      |
| 6     | 2    | Беларусь · Марина Зуева · Екатерина Слоева · Евгения Воробьёва    | 3:03.127 | +7.33      |
| 7     | 2    | Швейцария · Надя Венгер · Кейтлин Макгрегор · Рамона Хёрди        | 3:06.260 | +10.46     |
| 8     | 1    | Германия · Жозефине Хаймерль · Клаудия Пехштайн · Марайке Тум     | 3:17.103 | +21.30     |